# Porn Studies
Porn Studies är en engelskspråkig akademisk och referentgranskad kvartalstidskrift i ämnet pornografi. Den startades 2014 och ges ut av brittiska Routledge, med Feona Attwood (Middlesex University), John Mercer (Birmingham City University) och Clarissa Smith (University of Sunderland) som ansvariga redaktörer.
I samband med startandet beskrev redaktörerna tidskriften som "den första internationella och referentgranskade tidskriften som uteslutande ägnar sig åt att kritiskt granska de kulturella produkter och tjänster som betecknas som pornografiska".

## Utgivning
Tidskriftens huvudredaktörer Attwood och Smith hade länge arbetat inom akademin, med kulturstudier med eller utan anknytning till pornografi. Med Internets utbredning och den därmed ökade synligheten för pornografi inom kulturen, såg duon ett ökat behov av en fast plats för forskning och akademisk verksamhet i ämnet. 2012 arrangerade de två konferensen "Sexual Cultures", med ofta engagerade deltagare från 21 länder, vilket stödde deras tankar om att tiden nog var mogen att formalisera pornografi som akademiskt ämne genom en särskild tidskrift. Aktivismen mot pornografi i samhället var under det tidiga 2010-talet livlig, och censuråtgärder kring ett fenomen som enligt vissa stod för 30 procent av all Internetrafik debatterades återkommande i det brittiska parlamentet.
Sedan starten har tidskriften publicerat nio årgångar av tidskriften med fram till hösten 2022 totalt 33 separata utgåvor. De två första åren var sommarnumren dubbelnummer, men senare har man strikt hållit sig till fyra separata kvartalsnummer per år. Numren är i snitt på drygt 100 sidor.
Förutom de tre redaktörerna har texter publicerats av akademiker och ämnesskribenter som Alan McKee, Meg Barker, Heather Berg, Brian McNair, Linda Williams, Susanna Paasonen, Kath Albury, David J. Ley och Rebecca Sullivan. Porn Studies har även bjudit in sexarbetare som Stoya, Courtney Trouble och Jiz Lee att presentera sina erfarenheter och perspektiv.

### Ämnen (exempel)
Tidskriften är i likhet med många andra akademiska publikation uppdelad på ett visst utbud av huvudsektioner. Vid sidan av en inledande ledare är dessa olika sorters akademiska eller vetenskapliga artiklar, debattartiklar och bokrecensioner. I det första numret 2014 behandlade de akademiska/vetenskapliga artiklarna följande ämnen:
- Anti/pro/kritiska pornografistudier
- Tankar kring ett vildvuxet forskningsfält
- Intervju med pionjärer inom forskning om pornografi
- Forskningsmetodik
- Att studera olika pornografiska kulturer
- Forskarens position inför ett stigmatiserat ämne
- Pornografiskt arbete som del av senkapitalismen
- Hur man mäter på Internet
- Pornografistudier som akademiskt ämne
- Internationell arena för pornografistudier
- Psykologi och pornografi
- Samtida trender i produktionen
- Hur affekt spelar roll
- Sexuella fantasier
- Effektparadigmet i pornografiska studier
- Pornografi och sexualundervisning eller som sexualundervisning

## Mottagande
I The Guardian beskrev John Dugdale tidskriftens uppdykande som en förtäckt kritik mot den allmänna kulturvetenskapens oförmåga att undersöka ämnet pornografi. Den relaterar även till den öppna dispyten inom den andra vågens feminism, mellan förespråkare för och motståndare till pornografi som företeelse. I tidningen förknippade man redaktörerna med den förstnämnda falangen, en falang som bland annat även representerats av Angela Carter.
Tidningens grundande kritiserades av olika anti-pornografiaktivister. Gail Dines jämförde Attwood och Smith med "klimatförnekare" och hejarklack för porrbranschen. Dines var något år senare inblandad i starten av den akademiska tidskriften Sexualiization, Media & Society (se nedan), med sexism och problem kring samhällets (förmodade) sexualisering som huvudtema.
I Time kommenterade Lily Rothman att "den som är ute efter kittlande läsning kommer sannolikt att bli besviken. (Om du inte går igång på sociologiska analyser, för då har du hittat rätt.)" Enligt Alexis Madrigal på The Atlantic var "bara det faktum att tidskriften startades – vilket offentliggjordes sommaren 2013 – en medial händelse i sig. Men tidskriftens artiklar är allvarligt menade rapporter, i skiljelinjen mellan intresset omkring mediestudier i allmänhet och pornografi i synnerhet. Porn Studies är inget skämt, även om det verkar väcka munterhet hos alla och envar att få behandla den som just ett sådant."

## Liknande tidskrifter
På senare år har det akademiska intresset för pornografi ökat, i takt med den ökade synligheten för genren via Internet. Studier och rapporter har publicerats i olika publikationer kopplade till medier, sexologi eller liknande områden, inklusive Journal of Social Philosophy, Feminist Theory, Sexualities och danska MedieKultur,
Efter grundandet av Porn Studies startades 2015 den akademiska kvartalstidskriften Sexualiization, Media & Society, där man fram till 2017 publicerat fem nummer. Publikationen har sagt sig anamma ett kritiskt förhållningssätt till ämnen som sexualisering och pornografi, och bland dess bidragsgivare finns Robert Jensen, Meagan Tyler och Ana J. Bridges.